# Apichatpong Weerasethakul
Apichatpong Weerasethakul, taj. อภิชาติพงศ์ วีระเศรษฐกุล (ur. 16 lipca 1970 w Bangkoku) – tajski reżyser, scenarzysta i producent filmowy, a także artysta wizualny, którego filmy i instalacje wystawiane były w wielu prestiżowych galeriach.

## Życiorys
Za film Skrajne żądze (2002) zdobył nagrodę główną w sekcji „Un Certain Regard” na 55. MFF w Cannes. Kolejny obraz reżysera, Choroba tropikalna (2004), znalazł się już w konkursie głównym na 57. MFF w Cannes, gdzie wyróżniono go Nagrodą Jury.
Światło stulecia (2006) miało swoją premierę w konkursie głównym na 63. MFF w Wenecji. Największy sukces Weerasethakul odniósł filmem Wujek Boonmee, który potrafi przywołać swoje poprzednie wcielenia (2010), który zdobył Złotą Palmę na 63. MFF w Cannes.
Zasiadał w jury konkursu głównego na 61. MFF w Cannes (2008).

## Filmografia

### Reżyser

#### Filmy fabularne
- 2000: Tajemniczy obiekt w południe (Dokfa nai meuman)
- 2002: Skrajne żądze (Sud sanaeha)
- 2003: Przygody Iron Pussy (Hua jai tor ra nong) – współreżyser
- 2004: Choroba tropikalna (Sud pralad)
- 2006: Światło stulecia (Sang sattawat)
- 2010: Wujek Boonmee, który potrafi przywołać swoje poprzednie wcielenia (Lung Boonmee raluek chat)
- 2012: Mekong Hotel
- 2015: Cmentarz wspaniałości (Rak ti Khon Kaen)
- 2021: Memoria

#### Filmy krótkometrażowe i instalacje
- Bullet (1993)
- 0116643225059 (1994)
- Kitchen and Bedroom (1994)
- Like the Relentless Fury of the Pounding Waves (1996)
- Rice Artist Michael Shaowanasai's Performance (1996)
- 100 Years of Thai Cinema (dla Thai Film Foundation, 1997)
- thirdworld (1998)
- The Lungara Eating Jell-O (dla World Artists for Tibet, 1998)
- Windows (1999)
- Malee and the Boy (1999)
- Boys at Noon (2000)
- Boys at Noon / Girls at Night (2000)
- Haunted Houses Project: Thailand (for Istanbul Biennial, 2001)
- Secret Love Affair (for Tirana) (2001)
- Narratives: Masumi Is a PC Operator / Fumiyo Is a Designer / I Was Sketching / Swan's Blood (dla Intercross Creative Center, 2001)
- Second Love in Hong Kong, współreżyser (2002)
- Golden Ship (dla Memlingmuseum, 2002)
- This and Million More Lights (dla 46664, 2003)
- GRAF: Tong / Love Song / Tone (2004)
- It Is Possible That Only Your Heart Is Not Enough to Find You a True Love: True Love in Green / True Love in White (dla Busan Biennial, 2004)
- Worldly Desires (dla Jeonju International Film Festival, 2004)
- Ghost of Asia, współreżyser (dla Tsunami Digital Short Films project, 2005)
- Waterfall (for Solar Cinematic Art Gallery/Curtas Vila do Conde International Film Festival, 2006)
- Faith (dla FACT/Liverpool Biennial, 2006)
- The Anthem (dla LUX/Frieze Art Fair, 2006)
- Unknown Forces (dla REDCAT, 2007)
- Luminous People (2007)
- Because (2007)
- My Mother's Garden (dla Christiana Diora, 2007)
- Meteorites (2007)

## Nagrody
- Nagroda na MFF w Cannes Złota Palma: 2010: Wujek Boonmee, który potrafi przywołać swoje poprzednie wcielenia